# Komitet Centralny Mongolskiej Partii Ludowej

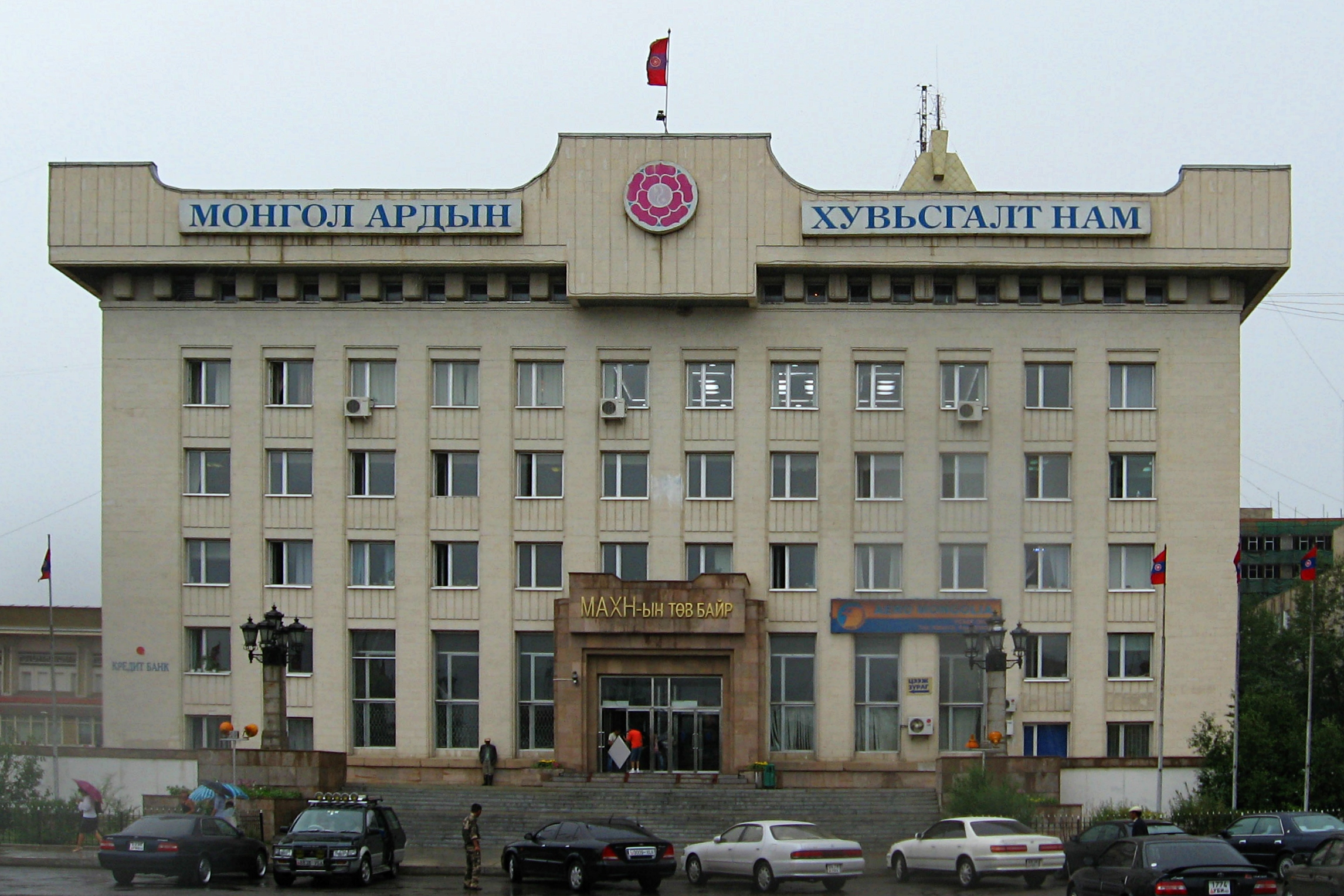
b. budynek KC MPL w Ułan Bator (do 2008)

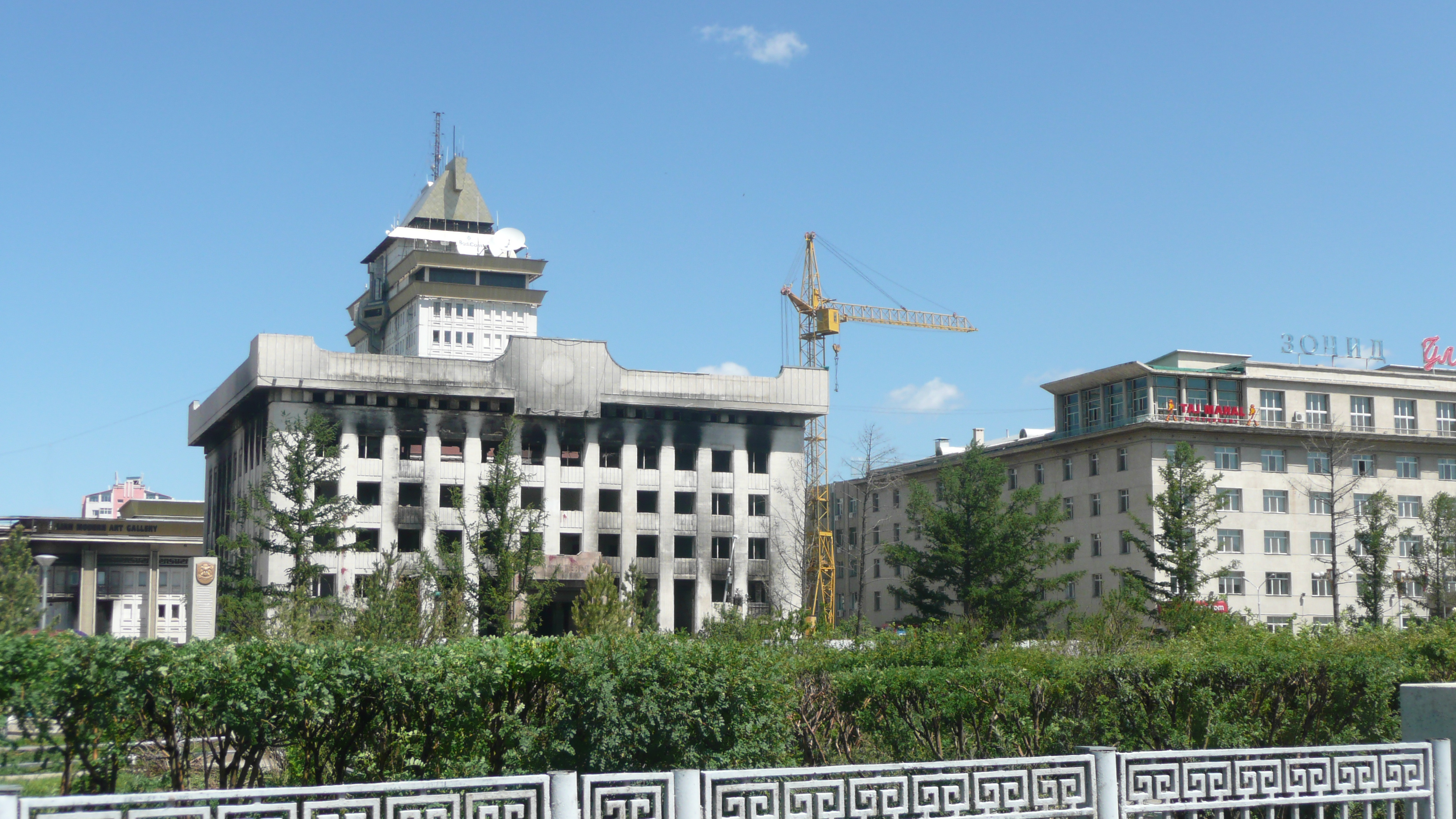
b. budynek KC MPL Ułan Bator po zamieszkach (2008)

Komitet Centralny Mongolskiej Partii Ludowej (Монгол Ардын Намын Төв Хороо) - centralna instancja partii, wykonująca polecenia Biura Politycznego Mongolskiej Partii Ludowej, de facto organ zarządzania wszystkimi dziedzinami życia w tym kraju (1920-).

## Komórki organizacyjne[1]
- Wydział Spraw Kadrowych
- Wydział Spraw Ideologicznych
- Wydział Organizacyjny
- Wydział Spraw Wojskowych i Bezpieczeństwa
- Wydział Zagraniczny
- Wydział Planowania i Budżetu
- Wydział Przemysłu
- Wydział Rolnictwa
- Wydział Budownictwa
- Wydział Transportu i Łączności
- Wydział Edukacji
- Wydział Nauki
- Wydział Zdrowia
- Wyższa Szkoła Partyjna (Намын дээд сургууль), Ułan Bator, ul. Akademii Zarządzania (Удирдлагын академи зам)
- Instytut Nauk Społecznych (Нийгмийн шинжлэх ухааны хүрээлэн), Ułan Bator[2]
- gazeta „Mongoliin Ünen”, Ułan Bator, ul. Pekińska 21 (Бээжингийн гудамж)

## Siedziba
W wyniku zamieszek w 2008 wieloletnia siedziba KC w Ułan Bator przy pl. Suche Batora (Сүхбаатарын талбай) uległa spaleniu, następnie rozebrana. W tym samym miejscu w 2011 wzniesiono nową siedzibę KC - Pałac Niepodległości (Тусгаар тогтнолын ордон).